# Orthocladius melanosoma
Orthocladius melanosoma är en tvåvingeart som först beskrevs av Maurice Emile Marie Goetghebuer 1934.  Orthocladius melanosoma ingår i släktet Orthocladius och familjen fjädermyggor.
Artens utbredningsområde är Schweiz. Inga underarter finns listade i Catalogue of Life.